# ساحل العميد
قرية ساحل العميد هي إحدى القرى التابعة لمركز الحمام في محافظة مطروح في جمهورية مصر العربية. حسب إحصاءات سنة 2018، بلغ إجمالي السكان في ساحل العميد 637 نسمة، منهم 385 رجل و 252 امرأة.